# Hodoș, Bihor
Hodoș este un sat în comuna Sălard din județul Bihor, Crișana, România.

## Lăcașuri de cult
- Biserică Reformată-Calvină, din sec.XIII. De plan navă, cu absida dreptunghiulara, are pe latura vestica un turn-clopotnita de stil baroc. Fragmente de pictura murala in navă (sec.XV).

## Vezi și
- Biserica reformată din Hodoș

## Imagini

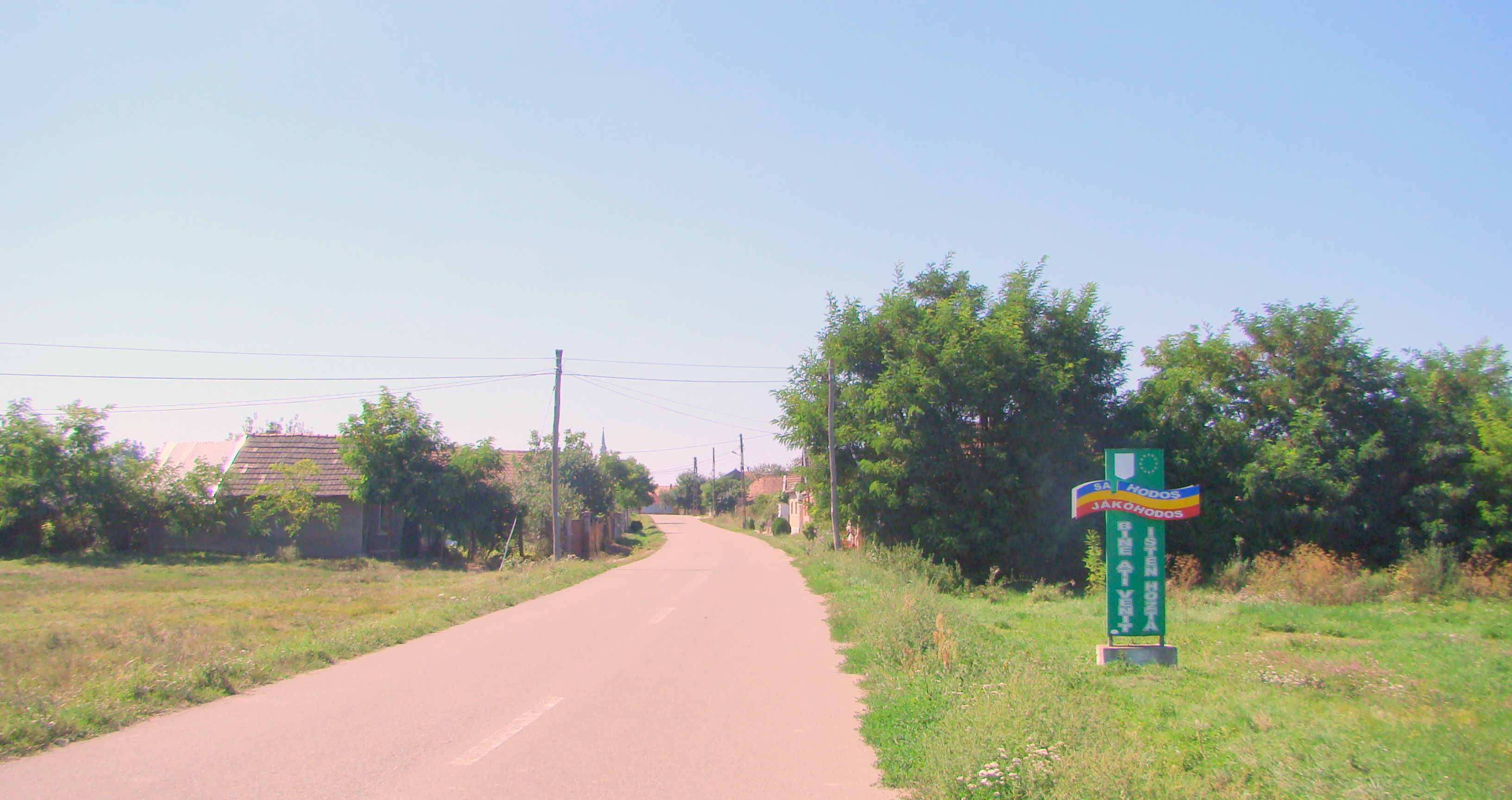
Intrarea în localitate
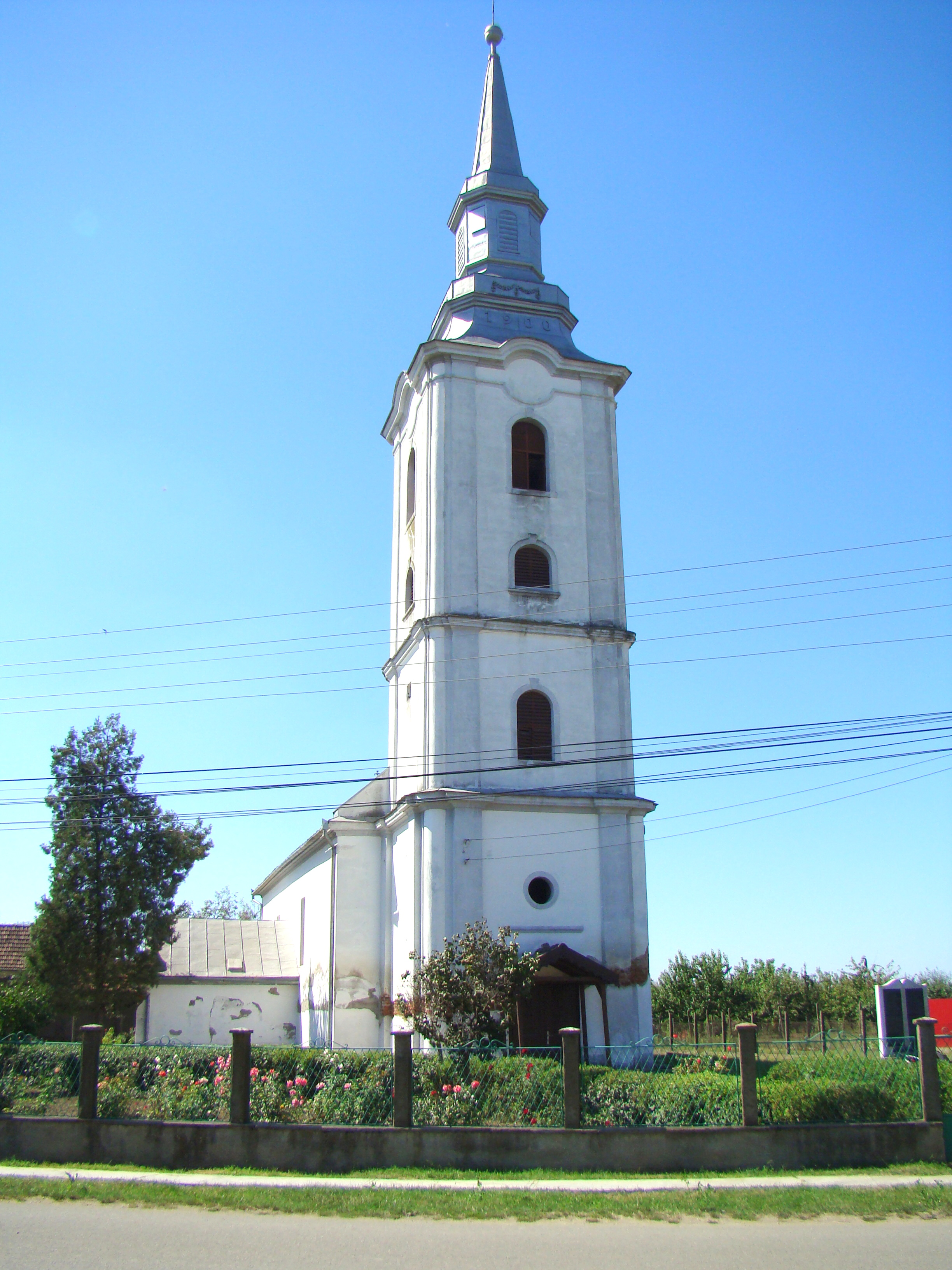
Biserica reformată (monument istoric)
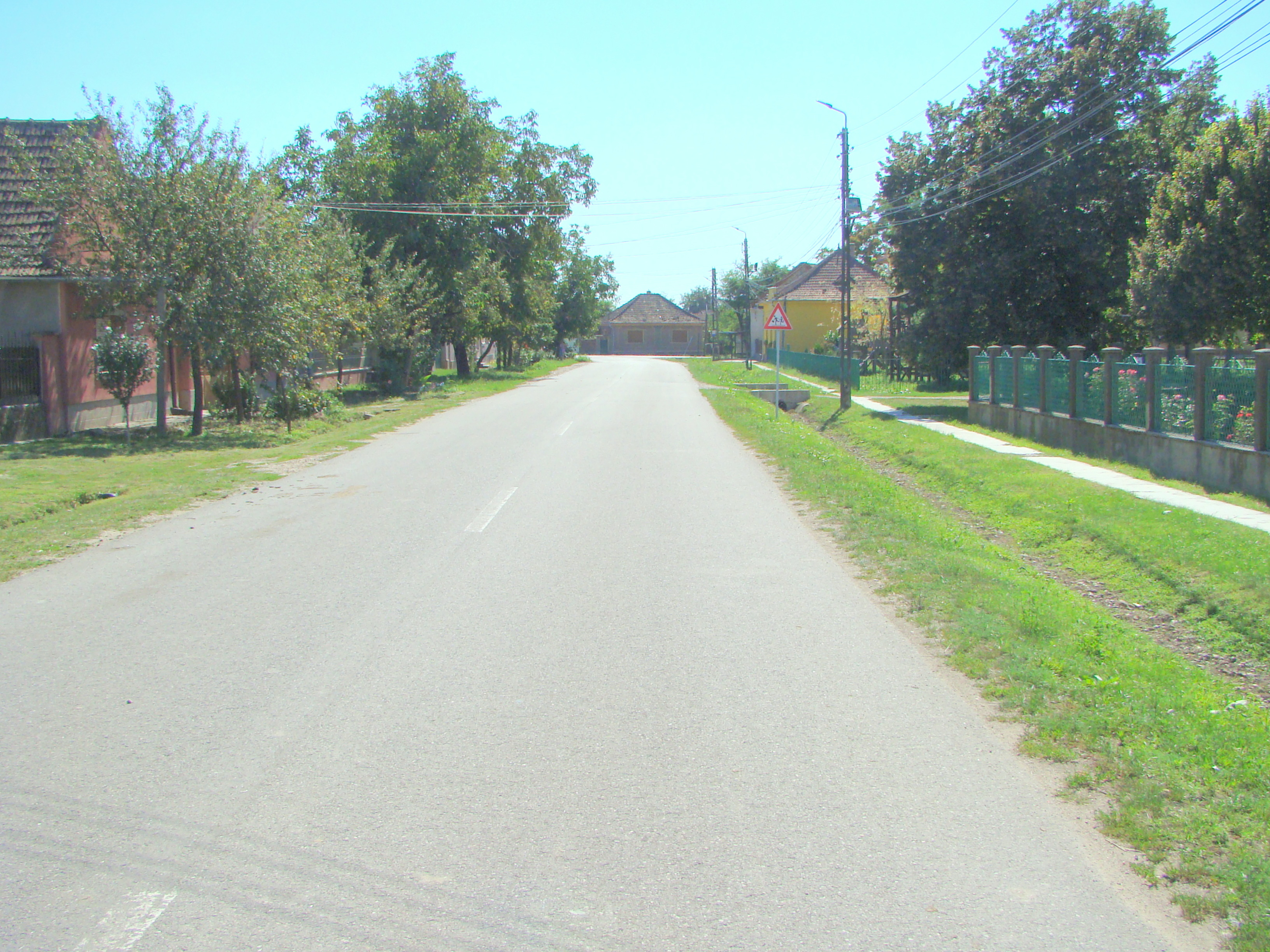

 Acest articol despre o localitate din județul Bihor este deocamdată un ciot. Puteți ajuta Wikipedia prin completarea lui.